# Hisashi (músico)
Hisashi (外 村 尚, Tonomura Hisashi; 2 de febrero de 1972, en Hirosaki, Aomori) es el guitarrista de la popular banda de rock japonés GLAY. Solía estar en una banda llamada Ari (蚁), pero se separaron antes de unirse a Glay. Junto con su compañero de banda Jiro, son conocidos por sus esfuerzos visuales, peinados, colores y maquillaje. Sin embargo, en los últimos años la pareja ha bajado el tono de su imagen, vistiendo ropa más casual y peinados normales.
Antes de hacerse famoso en Glay, Hisashi solía trabajar en un centro de juegos y tienda de conveniencia. Su padre, un cirujano muy famoso, murió mientras estaba en la secundaria.

## Canciones de Hisashi
- Cynical (sencillo "Ikiteku tsuyosa")
- Doku Roku (álbum "REVIEW", con Takuro)
- Neuromancer (sencillo "a Boy ~zutto wasurenai")
- ai (sencillo "Soul Love")
- Surf Rider (sencillo "Missing You")
- Denki Iruka Kimiyouna Shikou (álbum "ONE LOVE")
- Prize (álbum "ONE LOVE")
- Giant Strong Faust Super Star (sencillo "Mata Kokode aimashou")
- Brothel Creepers (sencillo "Aitai Kimochi")
- coyote, colored darkness (álbum "THE FRUSTRATED")
- THE FRUSTRATED (álbum "THE FRUSTRATED")
- HIGH COMMUNICATIONS (álbum "THE FRUSTRATED")
- World's End (álbum "LOVE IS BEAUTIFUL")